# KV41
KV41 (Kings' Valley 41) è la sigla che identifica una delle tombe della Valle dei Re in Egitto; titolarietà non nota.
Scoperta e scavata nel 1899 da Victor Loret, la KV41 venne scavata nel 1991 dall'Institut français d'archéologie orientale in collaborazione con la facoltà di archeologia dell’Università del Cairo.
Si tratta architettonicamente di un unico pozzo, peraltro rozzo e incompleto, senza camere laterali. L’egittologa Elizabeth Thomas suggerì che si trattasse della sepoltura della regina Tetisheri, Grande sposa reale del re Senekhtenra Ahmose, della XVII dinastia. Se così fosse, tuttavia, si tratterebbe della prima tomba di una regina scavata nella Valle.
Al suo interno non sono state rinvenute suppellettili, né altro che valgano a dimostrare che la tomba sia mai stata usata.

### Annotazioni
1. ↑  Le tombe vennero classificate nel 1827, dalla numero 1 alla 22, da John Gardner Wilkinson in ordine geografico. Dalla numero 23 la numerazione segue l’ordine di scoperta.
2. ↑  Elizabeth Thomas (1907-1986), egittologa statunitense.
3. ↑  Ma non ci sono evidenze valide a supportare tale tesi.

### Fonti
1. ↑  Nicholas Reeves e Richard Wilkinson, The complete valley of the Kings, New York, Thames & Hudson, 2000, p. 183.